# Chris-Carolin Schön
Chris-Carolin Schön (* 13. Mai 1963 in Tübingen) ist eine deutsche Agrarwissenschaftlerin und Pflanzengenetikerin. Sie ist Hochschullehrerin an der Technischen Universität München.

## Werdegang
Schön studierte von 1985 bis 1988 Agrarwissenschaften an der Universität Hohenheim. Von 1988 bis 1990 studierte sie an der Oregon State University (USA) und schloss 1990 mit einem Master of Science in Crop Science ab. Anschließend wechselte sie als wissenschaftliche Mitarbeiterin zurück an die Universität Hohenheim und promovierte dort 1993.
Von 1993 bis 1996 war sie Koordinatorin für neue Technologien bei der KWS SAAT AG. Von 1996 bis 2007 war sie Leiterin der Landessaatzuchtanstalt der Universität Hohenheim und habilitierte sich dort 2006 in Pflanzenzüchtung. Von 2006 bis 2007 forschte Schön als Gastwissenschaftlerin am Molecular Plant Breeding CRC in Adelaide (Australien).
Seit 2003 ist Schön Dozentin am Mediterranean Agronomic Institute of Zaragoza (IAMZ) in Spanien. Im Jahr 2007 wurde Schön als Professorin für Pflanzenzüchtung an die Technische Universität München berufen.

## Forschung
Schön forscht im Bereich der Pflanzenzüchtung mit einem Schwerpunkt auf Nutzpflanzen. Sie entwickelt und optimiert molekularbiologische Züchtungsmethoden und molekulare Marker, um Nutzpflanzen zu erhalten, die hohe Erträge erzielen und gegenüber Umweltveränderungen resistent sind.
In diesem Zusammenhang beschäftigt sie sich intensiv mit Mais, Sonnenblumen und Roggen. So konnte sie das erste Referenzgenom für den europäischen Hartmais entschlüsseln und Gene identifizieren, die mit der Kältetoleranz von Mais assoziiert sind. Sie untersuchte auch die C4-Photosynthese bei Mais, um die Trockentoleranz und Biomasseproduktion von Mais zu verbessern. Schön war auch an der Entschlüsselung und Analyse des Roggen-Genoms beteiligt. Roggen liefert auch an kühlen und feuchten Standorten und auf nährstoffarmen Böden gute Erträge und das Verständnis der genetischen Grundlagen hierfür ist auch für andere Getreidearten relevant.
Neben den molekularbiologischen Methoden wendet Schön auch klassische Züchtungsverfahren an und optimiert diese. Sie hat mit „Synbreed“ ein interdisziplinäres Netzwerk gegründet, das genombasierte Züchtungsforschung an Pflanzen und Tieren zum Ziel hat.

## Auszeichnungen
- am 23. Februar 2024 wurde ihr die Ehrendoktorwürde der Heinrich-Heine-Universität Düsseldorf verliehen.[3]
- seit 2021 Mitglied der Deutschen Akademie der Technikwissenschaften (acatech)
- seit 2019 Mitglied im Forum Ökologie der Bayerischen Akademie der Wissenschaften[4]
- seit 2018 Mitglied der Nationalen Akademie der Wissenschaften Leopoldina.[5]
- 2018 Bayerischer Verdienstorden[6]
- 2016 Max-Schönleutner Medaille
- 2009 Heinz Maier-Leibnitz-Medaille der Technischen Universität München

## Publikationsliste
- C. Lehermeier, N. Krämer, E. Bauer, C. Bauland, C. Camisan, L. Campo, P. Flament, A. E. Melchinger, M. Menz, N. Meyer, L. Moreau, J. Moreno-Gonzáles, M. Ouzunova, H. Pausch, N. Ranc, W. Schipprack, M. Schönleben, H. Walter, A. Charcosset, C. C. Schön: Usefulness of multiparental populations of maize (Zea mays L.) for genome-based prediction. In: Genetics. Band 198, 2014, S. 3–16.
- S. Unterseer, E. Bauer, G. Haberer, M. Seidel, C. Knaak, M. Ouzunova, T. Meitinger, T. M. Strom, R. Fries, H. Pausch, C. Bertani, A. Davassi, K. F. X. Mayer, C. C. Schön: A powerful tool for genome analysis in maize: development and evaluation of the high density 600 k SNP genotyping array. In: BMC Genomics. Band 15, 2014, S. 823.
- E. Bauer, M. Falque, H. Walter, C. Bauland, C. Camisan, L. Campo, N. Meyer, N. Ranc, R. Rincent, W. Schipprack, T. Altmann, P. Flament, A. E. Melchinger, M. Menz, J. Moreno-González, M. Ouzunova, P. Revilla, A. Charcosset, O. C. Martin, C. C. Schön: Intraspecific variation of recombination rate in maize. In: Genome Biology. Band 14, 2013, S. R103.
- V. Wimmer, C. Lehermeier, T. Albrecht, H. J. Auinger, Y. Wang, C. C. Schön: Genome-wide prediction of traits with different genetic architecture through efficient variable selection. In: Genetics. Band 195, 2013, S. 573–587.
- V. Wimmer, T. Albrecht, H. J. Auinger, C. C. Schön: Synbreed: A framework for the analysis of genomic prediction data using R. In: Bioinformatics. Band 28, 2012, S. 2086–2087.
- Weitere Publikationen